# Лайнъс ван Пелт
Лайнъс ван Пелт (Linus van Pelt) е най-младият приятел на Чарли Браун от поредицата карикатури Фъстъци на Чарлс М. Шулц. За първи път се появява на 19 септември 1952, но името му е споменато три дни по-късно. За него се говори два месеца преди рождението му — от 14 юли. Въпреки че е много малък на години, Лайнъс е необикновено умен и се държи като философът и теологът на поредицата, често цитира Евангелието. Той си измисля и полубожеството Великата Тиква, който (също като Дядо Коледа) мистериозно се появява всяка година и носи подаръци. Великата Тиква обаче идва на Вси Светии на „най-искрената“ тиквена нива, за която Лайнъс вярва, че е неговата собствена. Момчето е единственото, което вярва в този образ. Въпреки че понякога убеждава други герои, че Великата Тиква е истински, те винаги си променят мнението, а Лайнъс инатливо продължава да вярва.
Вероятно е парадоксално, че независимо от високата си интелигентност, Лайнъс почти никога не е без синьото си одеялце (или едно от няколко), което той държи преметнато през рамо, докато смуче палеца си. За първи път с него се появява на 1 юни 1954. Всъщност, той е този, който създава термина security blanket (одеялце за сигурност). Оказва се, че това одеялце си има собствен характер (но не говори) и веднъж Луси се сбива заради него. Сестрата на Чарли Браун, Сали, е влюбена в Лайнъс и го нарича sweet babboo (сладък бебчо). Лайнъс от своя страна е хлътнал по учителката си Мис Отмар. В последните карикатури той има интерес към момичето, кооето седи зад него и което постоянно си сменя името. В различните анимационни епизоди си пада по различни момичета.
Лайнъс е покорен пред по-възрастната си сестра Луси, която може набързо да го набие. По-късно в поредицата, те имат по-малък брат – Рирън, който е почти идентичен на Лайнъс от гледна точка на външния вид, но по-дребен. Това става, когато Луси изритва Лайнъс от къщата и крещи „Ново братче? Но аз тъкмо се отървах от старото!“.
Лайнъс е главно втори бейзмен в отбора на Чарли Браун.
Лайнъс често е описван като „загубеняк“, който успява да скрие този факт по-лесно от Чарли Браун.
Италианско списание, което публикува Фъстъци и други комикси от 1960-те насам, е наречено на Лайнъс.